# Pluwig
Pluwig település Németországban, Rajna-vidék-Pfalz tartományban. Lakosainak száma 1675 fő (2023. december 31.).

## Népesség
A település népességének változása:
| Lakosok száma | 921  | 1643 | 1679 | 1670 | 1695 | 1675 |
|               | 1975 | 2017 | 2019 | 2021 | 2022 | 2023 |